# Ich will
Ich will è un singolo del gruppo musicale tedesco Rammstein, pubblicato il 10 settembre 2001 come terzo estratto dal terzo album in studio Mutter.

## Descrizione
Il brano è nato da un riff del tastierista Christian Lorenz ed è stato reso disponibile sotto forma di CD nel mese di settembre 2001, accompagnato da vari remix e dall'inedito in studio Pet Sematary, reinterpretazione dell'omonimo brano dei Ramones.

## Video musicale
Il video mostra la band durante una rapina in banca, terrorizzare gli ostaggi e vandalizzare l'edificio (a parte il tastierista Flake che ha una bomba attaccata al corpo). I rapinatori fantasticano sulla caos mediatico che avrebbero causato, immaginandosi uscire dalla banca e lasciarsi circondare da giornalisti e fan, ma le loro aspettative vengono deluse quando ad aspettarli trovano la polizia, mentre intanto Flake si fa saltare in aria. Queste scene sono alternate ad altre immagini, in cui i membri della band, ormai ridotti in catene, ricevono il premio Goldene Kamera (l'equivalente tedesco del Grammy Award), su un palco allestito davanti all'ingresso distrutto della banca e sormontati da un'enorme foto di Flake.
In un'intervista i Rammstein hanno descritto il videoclip come una dimostrazione dell'ossessione dei media per una buona storia, nonché un'illustrazione dell'immortalità che può essere raggiunta da coloro che commettono torti.

### Controversie
Il video fu distribuito il 10 settembre 2001, esattamente un giorno prima degli attentati al World Trade Center. Sebbene parlasse di terroristi "comuni" e non terroristi kamikaze islamici, i principali mass-media ed i partiti politici statunitensi chiesero la totale censura del video. Alla fine fu deciso di trasmetterlo in televisione solo a tarda notte.

## Tracce
Edizione tedesca
1. Ich will – 3:37
2. Ich will (Live Preussag Arena, Hannover 1º giugno 2001) – 4:17
3. Ich will (Westbam Mix) – 6:19
4. Ich will (Paul van Dyk) – 6:13
5. Pet Sematary (live con Clawfinger) – 6:31
6. Ich will (Video) – 4:05

Edizione britannica
- CD 1

1. Ich will (Radio Edit)
2. Links 2-3-4 (Clawfinger Geradeaus Remix)
3. Du hast (Jacob Hellner Remix)
4. Ich will (Video)

- CD 2

1. Ich will (Radio Edit)
2. Halleluja
3. Stripped (Charlie Clouser Heavy Mental Mix)

- DVD

1. Ich will (Radio Edit)
2. Ich will (Live Video Version)
3. Feuerräder (Live Demo Version 1994)
4. Rammstein (Live)

Il DVD contiene inoltre una galleria fotografica ed i seguenti video:
- Bück dich
- Rammstein
- Wollt ihr das Bett in Flammen sehen?
- Asche zu Asche

## Formazione
Hanno partecipato alle registrazioni, secondo le note di copertina di Mutter:
Gruppo
- Christoph Doom Schneider – batteria
- Doktor Christian Lorenz – tastiera
- Richard Z. Kruspe-Bernstein – chitarra
- Till Lindemann – voce
- Paul Landers – chitarra
- Oliver Riedel – basso

Produzione
- Jacob Hellner – produzione
- Rammstein – produzione
- Stefan Glaumann – missaggio
- Ulf Kruckenberg – ingegneria del suono
- Myriam Correge – assistenza tecnica
- Florian Ammon – programmazione Logic e Pro Tools
- Howie Weinberg – mastering

## Classifiche
| Classifica (2023) | Posizione massima |
| ----------------- | ----------------- |
| Lituania          | 93                |